# Trimethylgermaniumchlorid
Trimethylgermaniumchlorid ist eine chemische Verbindung aus der Gruppe der germaniumorganischen Verbindungen.

## Gewinnung und Darstellung
Trimethylgermaniumchlorid kann durch Umsetzung von Tetramethylgermanium mit Chlorwasserstoff in Gegenwart von Aluminiumtrichlorid als Katalysator in hoher Ausbeute hergestellt werden:
{\displaystyle \mathrm {Ge(CH_{3})_{4}+\ HCl\ {\xrightarrow {AlCl_{3}}}\ \ ClGe(CH_{3})_{3}+\ CH_{4}\ } }
Auch bei äquimolarer Umsetzung von Tetramethylgermanium mit Antimon(V)-chlorid, Zinn(IV)-chlorid oder Gallium(II)-chlorid bildet sich das Trimethylgermaniumchlorid in hoher Ausbeute, während bei einem erhöhten Einsatz des Chlorids hauptsächlich das Dimethylgermaniumdichlorid gebildet wird:
{\displaystyle \mathrm {Ge(CH_{3})_{4}+\ SnCl_{4}\ {\xrightarrow {}}\ \ ClGe(CH_{3})_{3}+\ SnCl_{3}CH_{3}\ } }
{\displaystyle \mathrm {Ge(CH_{3})_{4}+\ GaCl_{3}\ {\xrightarrow {}}\ \ ClGe(CH_{3})_{3}+\ GaCl_{2}CH_{3}\ } }
Daneben liefert auch eine katalytische Konproportionierung von Tetramethylgermanium mit Dimethylgermaniumdichlorid im Verhältnis 1:1, mit Methylgermaniumtrichlorid im Verhältnis 2:1 oder mit Germaniumtetrachlorid im Verhältnis 3:1 das gewünschte Produkt:
{\displaystyle \mathrm {Ge(CH_{3})_{4}+\ Cl_{2}Ge(CH_{3})_{2}\ {\xrightarrow {GaCl_{3}}}\ 2\ ClGe(CH_{3})_{3}} }
{\displaystyle \mathrm {2\ Ge(CH_{3})_{4}+\ Cl_{3}GeCH_{3}\ {\xrightarrow {GaCl_{3}}}\ 3\ ClGe(CH_{3})_{3}} }
{\displaystyle \mathrm {3\ Ge(CH_{3})_{4}+\ GeCl_{4}\ {\xrightarrow {GaCl_{3}}}\ 4\ ClGe(CH_{3})_{3}} }

## Eigenschaften
Trimethylgermaniumchlorid  ist eine klare, farblose Flüssigkeit mit einem Brechungsindex von 1,433 und einem Flammpunkt von 1 °C.